# Racosperma tingoorense
Racosperma tingoorense là một loài thực vật có hoa trong họ Đậu. Loài này được (Pedley) Pedley mô tả khoa học đầu tiên năm 2003.